# Prickbegonia
Prickbegonia (Begonia albopicta) art i familjen begoniaväxter från Brasilien. Arten odlas som krukväxt i Sverige.
Prickbegonia är en halvbuske som kan bli upp till 150 cm hög. Rötterna är fibrösa och saknar knölar. Bladen har korta bladskaft, bladskivan är smal, spetsig och blir 6-7 cm lång, den är skinande grön med vita prickar. Bladundersidan är blekt grön. Blomställningen är hängande. Blommorna är grönaktigt vita.

## Sorter
- 'Rosea' - blir större än den vilda typen och har blad som kan bli upp till 12 cm långa, de är också bredare och tätt prickiga med silverfärgade prickar. De stora blomställningarna har klart rosa blommor.

## Synonymer
- Begonia maculata var. albopicta (W. Bull.) Fotsch